# گلیدویل (تنسی)
گلیدویل (به انگلیسی: Gladeville) یک منطقهٔ مسکونی در ایالات متحده آمریکا است که در شهرستان ویلسون، تنسی واقع شده‌است. گلیدویل ۱۸۲ متر بالاتر از سطح دریا واقع شده‌است.